# Shal (filme)
Shal é um filme de drama cazaque de 2012 dirigido e escrito por Ermek Tursunov. Foi selecionado como representante do Cazaquistão à edição do Oscar 2014, organizada pela Academia de Artes e Ciências Cinematográficas.

## Elenco
- Erbulat Toguzakov - velho